# Station Jeglia
Station Jeglia is een spoorwegstation in de Poolse plaats Jeglia.